# Core 'ngrato
Core 'ngrato (em português, "coração ingrato") é uma canção napolitana - mais conhecida pelas primeiras palavras  da letra: "Catarì, Catarì". O poema foi escrito em 1911 por Alessandro Cordiferro (pseudônimo de Alessandro Sisca), um calabrês emigrado para os Estados Unidos. A música é de Salvatore Cardillo.
Alessandro Cordiferro nasceu em San Pietro in Guarano (CS), onde o pai, Francesco Sisca, era funcionário municipal. Transferiu-se para Nápoles, cidade de origem de sua mãe, Emilia Cristarelli, a fim de terminar seus estudos, e posteriormente emigrou para Nova York. 
Inicialmente nenhum dos dois autores esperava fazer muito sucesso com a canção. Cardillo a considerava mesmo uma "porcheriola". No entanto,  Core 'ngrato acabou tendo uma ótima acolhida em Nápoles e se tornou a primeira canção napolitana feita nos  América a ter sucesso. Foi interpretada por, entre outros, Enrico Caruso, Beniamino Gigli, Tito Schipa, Giuseppe di Stefano e, mais recentemente, Luciano Pavarotti, Plácido Domingo, José Carreras, Andrea Boccelli , Armando Valsani e pela brasileira Zizi Possi.
Como outras canções napolitanas clássicas, Core 'ngrato fala de amor não correspondido - neste caso, do amor do poeta por uma certa Catarina ("Catari"), que o abandona. Num crescendo de desespero, são narradas as fases do fim do romance. 
|  | (em italiano) Caterina! Caterina! Perché mi dici queste parole amare? Perché mi parli e il cuore mi tormenti, Caterina? Non dimenticare che ti ho dato il cuore, Caterina Non dimenticartelo Caterina, Caterina, che cosa vogliono dire questi discorsi che mi danno gli spasimi? Tu non ci pensi a questo dolore mio Tu non ci pensi, tu non te ne curi Cuore, cuore ingrato Ti sei preso la mia vita Tutto è passato e non ci pensi più Caterina, Caterina tu non lo sai che fino a dentro alla chiesa io sono entrato e ho pregato Dio, Caterina E l'ho detto anche al confessore Io sto soffrendo per quella là Sto soffrendo Sto soffrendo, non si può credere Sto soffrendo tutti gli strazi E il confessore che è persona santa Mi ha detto: Figlio mio, lasciala stare,lasciala stare Cuore, cuore ingrato Ti sei preso la mia vita Tutto è passato e non ci pensi più |  | (em napolitano) Catarì, Catarì, Pecchè me dice sti parole amare, Pecchè me parle e 'o core Me turmiente Catari? Nun te scurdà ca t'aggio date 'o core, Catarì Nun te scurdà! Catarì, Catarì, che vene a dicere Stu parlà, che me dà spaseme? Tu nun 'nce pienze a stu dulore mio Tu nun 'nce pienze tu nun te ne cure Core, core 'ngrato T'aie pigliato 'a vita mia Tutt' è passato E nun 'nce pienze cchiù! Catarì, Catarì, Tu nun 'o saie ca 'nfin 'int'a 'na chiesa Io so' trasuto e aggio priato a Dio, Catarì E l'aggio ditto pure a 'o cunfessore: I' sto a suffrì Pe' chella llà! Sto a suffrì, Sto a suffrì, nun se po' credere, Sto a suffrì tutte li strazie! E 'o cunfessore ch'è persona santa, M'ha ditto: Figlio mio, lassala sta', lassala sta' Core, core 'ngrato T' aie pigliato 'a vita mia Tutt' è passato E nun 'nce pienze cchiù! |  | (em português) Catari! Catari! Por que me dizes estas palavras amargas? Por que me falas e o coração me atormentas, Catarina? Não esquece que te dei meu coração, Catari Não esquece Catari, Catari, o que quer dizer esse falar que me faz tremer? Tu não pensas na minha dor Não pensas, não te importas Coração, coração ingrato Tomaste a minha vida Tudo passou e não pensas mais nisso Catari, Catari não sabes que até na igreja eu fui e pedi a Deus, Catari, e também disse ao confessor Estou sofrendo por aquela lá Estou sofrendo Estou sofrendo, não dá para acreditar Estou sofrendo todas as aflições E o confessor que é pessoa santa me disse: Meu filho, deixa estar, deixa estar Coração, coração ingrato Tomaste a minha vida Tudo passou e não pensas mais nisso |